# Antonio Puigblanch
Pour les articles homonymes, voir Puig et Blanch.
Antonio Puigblanch (de son nom originel catalan Antoni Puig i Blanch), né à Mataró le 3 février 1775 et mort dans le borough londonien de Camden le 25 septembre 1840, est un écrivain, philologue, traducteur et hébraïsant espagnol.

## Biographie
Initialement destiné à la prêtrise, il se tourne finalement vers l'étude de l'hébreu, qu'il enseigne à l'université d'Alcalá de Henares et dont il publie une grammaire en 1808. Après l'invasion napoléonienne de l'Espagne, il se réfugie à Cadix, où il publie des fascicules en faveur du libéralisme politique ; il passe ensuite quelque temps à Londres, où il enseigne l'espagnol et se lie d'amitié avec Andrés Bello, avant de regagner l'Espagne pour devenir député de la Catalogne au Parlement entre 1820 et 1822, puis exercer en tant que juge à Madrid, où il occupe la chaire d'histoire ecclésiastique à l'université centrale.
En 1823, il s'installe définitivement à Londres, où il travaille au sein d'une imprimerie ; il écrit et traduit plusieurs ouvrages sur des sujets de grammaire, de philologie, de philosophie ou d'histoire. Il meurt le 25 septembre 1840 au 51 Johnson Street, dans le quartier londonien de Somers Town (en).